# رشيد الطالبي العلمي
رشيد الطالبي العلمي (مواليد سنة 1958) هو سياسي مغربي يشغل منصب رئيس مجلس النواب المغربي في الحكومة الحالية، كما شغله من قبل خلال ولاية حكومة بنكيران بعد حصوله على أغلبية 225 صوتًا مقابل 147 صوتًا لمنافسه كريم غلاب. وتم تعيينه وزيرًا في عدة مناسبات.

## السيرة الذاتية

### دراسته
لقد تابع رشيد الطالبي العلمي دراساته العليا بجامعة محمد الخامس أكدال بالرباط، وحصل على دكتوراه في التدبير والمالية، تخصص المالية المحلية، من جامعة نيويورك بالولايات المتحدة الأمريكية.

### الحياة المهنية
ويعتبر السيد العلمي خبيرا دوليا في اللامركزية والنظام المالي المحلي لدى الوكالات والبنوك المانحة، وأسس وأدار عدة شركات استثمارية بكل من الدار البيضاء وتطوان.[بحاجة لمصدر]
كما ساهم في إطار مشاريع التعاون الدولي المتعدد الأطراف، في تحقيق عدد من الدراسات وتقديم الخدمات لفائدة المجتمعات المحلية من أجل تعزيز قدراتها على إدارة الشأن المحلي، وذلك على المستوى الوطني بصفة خاصة ولصالح مجموعة من البلدان الأفريقية بصفة عامة. كما تقلد مسؤولية إعادة تشييد البنيات التحتية بالأراضي الفلسطينية وعمل خبيرا بعدة مكاتب دراسات دولية كان آخرها هو مكتب البحوث والدراسات بجامعة كارولينا الشمالية في الولايات المتحدة.

### الحياة السياسية
وفي عام 1992، انتخب عضوا ثم نائبا لرئيس الجماعة الحضرية سيدي المنضري بتطوان، وبعدها شغل عضوية المجموعة الحضرية بتطوان ورئاسة لجنة المالية والميزانية بكل من الجماعة والمجموعة.
وكان كذلك عضوا بغرفة التجارة والصناعة والخدمات بولاية تطوان منذ 1992 وعضو المجلس الإقليمي بنفس المنطقة منذ 1997.
كما أنه عضو بالرابطة الدولية للتخطيط الاستراتيجي من أجل محاربة الفقر في الوسط الحضري، وانتخب عضوا في اللجنة المركزية للتجمع الوطني للأحرار في المؤتمر الوطني الثالث الذي تم عقده سنة 2001، كما يشغل مهام منسق الحزب بإقليم تطوان منذ 1996.
وشغل في الفترة الممتدة ما بين 7 نوفمبر 2002 وحتى 8 يونيو 2004، منصب وزير الصناعة والتجارة والاتصالات.
ومنذ ذلك الحين إلى 14 أكتوبر 2007، مهام وزير منتدب لدى الوزير الأول المكلف بالشؤون الاقتصادية والعامة.
وفي 28 سبتمبر 2009 انتخب رئيسا لمجلس جهة طنجة تطوان عقب الانتخابات البلدية، ليعاد انتخابه على رأس هذا المجلس في أكتوبر 2012. وفي أكتوبر 2009، انتخب رئيسا للفريق النيابي للتجمع الوطني للأحرار.
وفي 2 نوفمبر 2014، تم انتخابه رئيسا للاتحاد البرلماني الإفريقي بإجماع البلدان المشاركة في الدورة 37 لمؤثمر الاتحاد والدورة 65 للجنة التنفيذية.
وفي 5 أبريل 2017 عينه الملك محمد السادس وزيراً للشباب والرياضة في حكومة العثماني.